# The Disco Boys
 (mai 2012).
Si vous disposez d'ouvrages ou d'articles de référence ou si vous connaissez des sites web de qualité traitant du thème abordé ici, merci de compléter l'article en donnant les références utiles à sa vérifiabilité et en les liant à la section « Notes et références ».

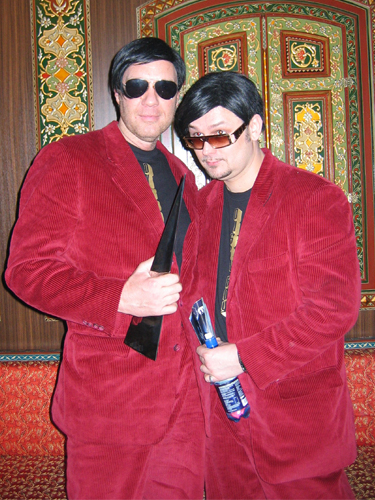
Le duo en 2005

The Disco Boys sont un duo de DJ allemands composé de Gordon Hollenga et Raphael Krickow et originaire de Hambourg. Leur genre musical est proche de la house music et du disco.

## Historique
Si le groupe a été fondé en 1995, ce n'est qu'en 2001 qu'il sort un premier single, Born to Be Alive, et leur titre le plus populaire est For you qui fut disque de platine en Allemagne.

## Discographie

### Albums
- Volume 1 (2001)
- Volume 2 (2002)
- Volume 3 (2003)
- Volume 4 (2004)
- Volume 5 (2005)
- Volume 6 (2006)
- Volume 7 (2007)
- Volume 8 (2008)
- Volume 9 (2009)
- Volume 10 (2010)
- Volume 11 (2011)

### Singles
- Born to Be Alive (feat. RB) (2001)
- We Came to Dance (2003)
- Here on my own (2003)
- For you (feat. Manfred Mann's Eart Band) (2004)
- Hey St. Peter (2006)
- B-B-B-Baby (2006)
- What you want (2007)
- I love you so (2007)
- If I can't Have you (2007)
- Star all over again (2007)
- Shadows (2008)
- Around the world (2012)